# Мыс Скорбеевский
Мыс Скорбеевский — упразднённый в 1999 году населённый пункт в Печенгском районе Мурманской области России.

## География
Располагался на полуострове Рыбачий Баренцевого моря, вблизи залива губа Скорбеевская и реки Скорбеевская.

## История
В марте 1940 года на берегу реки Скорбеевки построен дом для пограничного поста Озерковского погранотряда.
Позже здесь располагалась в/ч 42859 — 501-й отдельный береговой ракетный полк.
Военный гарнизон был покинут в 1996 году.
Снят с учёта 03 ноября 1999 года согласно Закону Мурманской области от 03 ноября 1999 года № 162-01-ЗМО «Об упразднении некоторых населенных пунктов Мурманской области».

## Инфраструктура
Действовала военная часть.
Памятный знак на месте захоронения советских лётчиков, сбитых над островом в годы Великой Отечественной.

## Транспорт
Доступен автомобильным транспортом.